# Чамбра (фільм)
«Ча́мбра» (італ. A Ciambra) — копродукційний драматичний фільм 2017 року, поставлений італійським режисером Йонасом Карпіньяно. Світова прем'єра стрічки відбулася 19 травня 2017 на 70-му Каннському міжнародному кінофестивалі в секції «Двотижневик режисерів». Фільм був відібраний від Італії претендентом в номінацію «Найкращий фільм іноземною мовою» на 90-ту церемонію «Оскара», але не потрапив до короткого списку номінантів. Проте, стрічка отримала низку нагород на міжнародних кінофестивалях та була номінована на «Срібну стрічку» Італійського національного синдикату кіножурналістів як найкращий фільм та на премію «Незалежний дух» за найкращу режисерську роботу. Також, у 2018 році «Чамбра» була номінована у 7-ми категоріях на здобуття італійської національної кінопремії «Давид ді Донателло», у тому числі за найкращий фільм, та отримала дві нагороди, зокрема за найкращу режисерську роботу.

## Сюжет
Піо Амато живе в маленькій ромській общині Чамбра в Калабрії та відчайдушно намагається здаватися дорослим. У свої 14 хлопчина п'є, палить і є одним з небагатьох, хто безболісно маневрує між громадами району: італійською, африканських біженців і своєю, румунською. Він усюди йде за своїм старшим братом Козімо, попутно переймаючи у того навички виживання на вулицях рідного міста. Але одного разу Козімо зникає, і все для Піо змінюється. У спробі довести, що він готовий зайняти місце старшого брата, хлопчик постане перед вибором, який поставить під сумнів його готовність стати чоловіком.

## У ролях
| • Піо Амато           | … | Піо              |
| • Кудус Сейгон        | … | Аїва             |
| • Даміано Амато       | … | Козімо           |
| • Франческо Піо Амато | … | Кеко О'Маррокіну |
| • Іоланда Амато       | … | Іоланда          |
| • Патриція Амато      | … | Патриція         |
| • Рокко Амато         | … | Рокко            |
| • Сюзанна Амато       | … | Сюзанна          |
| • Паоло Карпіньяно    | … | чоловік з Турина |

## Знімальна група
- Автор сценарію — Йонас Карпіньяно
- Режисер-постановник — Йонас Карпіньяно
- Продюсери — Паоло Карпіньяно, Джон Коплон, Крістоф Деніел, Гвін Саннія, Марк Шмідгейні, Родріго Тейшейра, Раян Закаріас
- Виконавчі продюсери — Джоел Брандейс, Фернандо Фрейха, Алессіо Ладзарескі, Софі Мас, Мартін Скорсезе, Даріо Сутер, Даніела Таплін, Емма Тіллінгер Коскофф
- Оператор — Тім Куртін
- Композитор — Ден Ромер
- Монтаж — Аффонсо Гонсалвес
- Художник-постановник — Марко Асканіо В'яріджі
- Художник з костюмів — Ніколетта Таранта

## Нагороди та номінації
| Список нагород та номінацій                              | Список нагород та номінацій | Список нагород та номінацій                     | Список нагород та номінацій   | Список нагород та номінацій | Список нагород та номінацій |
| Кінофестиваль/Кінопремія                                 | Рік                         | Категорія                                       | Номінант(и)                   | Результат                   | Дж                          |
| -------------------------------------------------------- | --------------------------- | ----------------------------------------------- | ----------------------------- | --------------------------- | --------------------------- |
| Каннський міжнародний кінофестиваль                      | 2017                        | Нагорода Label Europa Cinemas                   | Чамбра                        | Перемога                    |                             |
| Кінофестиваль AFI Fest                                   | 2017                        | Приз глядачів — Свіове кіно                     | Чамбра                        | Номінація                   |                             |
| Мюнхенський кінофестиваль                                | 2017                        | Приз CineVision за найкращий фільм              | Чамбра                        | Номінація                   |                             |
| Гентський міжнародний кінофестиваль                      | 2017                        | Найкращий фільм                                 | Чамбра                        | Номінація                   |                             |
| Гентський міжнародний кінофестиваль                      | 2017                        | Приз Жоржа Делерю за найкращу музику            | Ден Ромер                     | Перемога                    |                             |
| Міжнародний кінофестиваль «Jameson CineFest» у Мішкольці | 2017                        | Нагорода Міжнародної конфедерації кіномистецтва | Йонас Карпаіньяно             | Перемога                    |                             |
| Міжнародний кінофестиваль у Бергені                      | 2017                        | Премія «Екстраординарне кіно»                   | Чамбра                        | Перемога                    |                             |
| Європейський кінофестиваль у Севільї                     | 2017                        | Найкращий актор                                 | Піо Амато                     | Перемога                    |                             |
| Стокгольмський міжнародний кінофестиваль                 | 2017                        | «Бронзовий фільм» за найкращий фільм            | Чамбра                        | Номінація                   |                             |
| Кінофестиваль у Трієсті                                  | 2018                        | Нагорода SNCCI за найкращий італійський фільм   | Чамбра                        | Перемога                    |                             |
| Премія «CinEuphoria»                                     | 2018                        | ТОП-10 фільмів року — Міжнародна програма       | Чамбра                        | Перемога                    |                             |
| Премія «Незалежний дух»                                  | 2018                        | Найкращий режисер                               | Йонас Карпіньяно              | Номінація                   |                             |
| Премія «Давид ді Донателло»                              | 21.03.2018                  | Найкращий фільм                                 | Чамбра                        | Номінація                   | [ 5 ] [ 6 ]                 |
| Премія «Давид ді Донателло»                              | 21.03.2018                  | найкращий режисер                               | Йонас Карпіньяно              | Перемога                    | [ 5 ] [ 6 ]                 |
| Премія «Давид ді Донателло»                              | 21.03.2018                  | Найкращий оригінальний сценарій                 | Йонас Карпіньяно              | Номінація                   | [ 5 ] [ 6 ]                 |
| Премія «Давид ді Донателло»                              | 21.03.2018                  | Найкращий продюсер                              | Джон Коплон, Паоло Карпіньяно | Номінація                   | [ 5 ] [ 6 ]                 |
| Премія «Давид ді Донателло»                              | 21.03.2018                  | Найкращий оператор                              | Тім Куртін                    | Номінація                   | [ 5 ] [ 6 ]                 |
| Премія «Давид ді Донателло»                              | 21.03.2018                  | Найкращий монтаж                                | Аффонсо Гонсальвес            | Перемога                    | [ 5 ] [ 6 ]                 |
| Премія «Давид ді Донателло»                              | 21.03.2018                  | Найкращий звук                                  |                               | Номінація                   | [ 5 ] [ 6 ]                 |